# NHL-riválisok
A National Hockey League-ben több csapat rivalizál egymással kisebb-nagyobb mértékben. Ezek legtöbbször a városok rivalizálásából adódnak.

## Original Six-riválisok
1942-től 1967-ig összesen 6 csapat vett részt az NHL küzdelmeiben. Mivel kevesen voltak, sokszor játszottak egymás ellen, így könnyen kialakulhattak kisebb-nagyobb ellentétek, mind a csapatok, mind a játékosok között. Ezek az ellentétek a mai napig tartanak.
A legnagyobb rivalizálások az Original Six csapatai között a következők:
- Boston Bruins – Montréal Canadiens
- Boston Bruins – New York Rangers
- Chicago Blackhawks – Detroit Red Wings
- Detroit Red Wings – Montréal Canadiens
- Detroit Red Wings – Toronto Maple Leafs
- Montréal Canadiens – New York Rangers
- Montréal Canadiens – Toronto Maple Leafs
- Chicago Blackhawks – Toronto Maple Leafs

### Toronto Maple Leafs–Montréal Canadiens

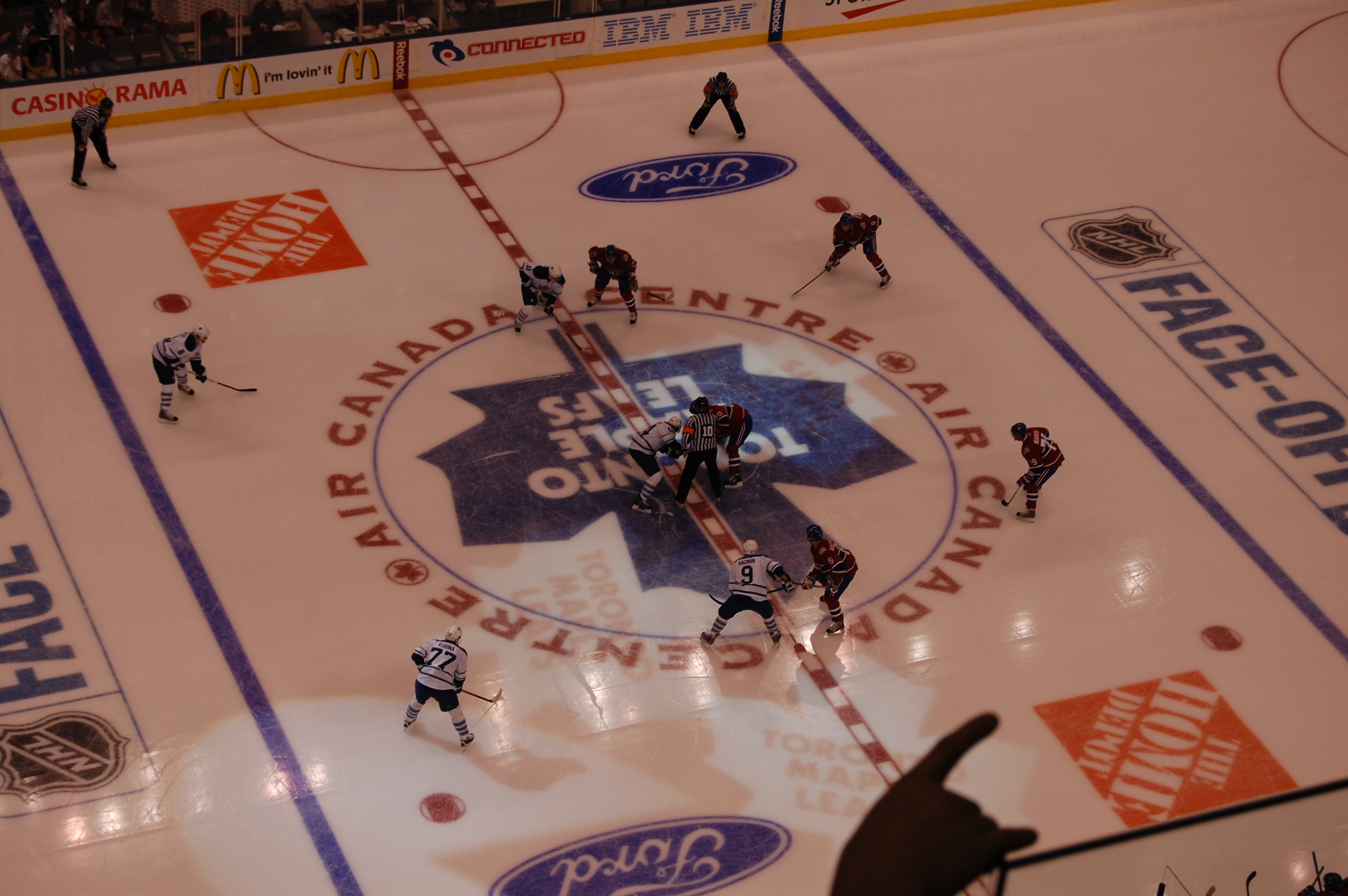
A Maple Leafs-Canadiens mérkőzése kezdete a 2008–09-es szezon kezdetén

## Atlanti divízió
- New York Rangers – Philadelphia Flyers
- New Jersey Devils – Philadelphia Flyers
- New York Islanders – New York Rangers
- Philadelphia Flyers – Pittsburgh Penguins
- New Jersey Devils – New York Rangers

## Kings–Ducks
A Los Angeles Kings és az Anaheim Ducks régi riválisok. A két csapat között fennálló viszály még 1993-ban, a Ducks megalapításával kezdődött. A két franchise székhelye nagyon közel van egymáshoz, mindössze ötvenhat kilométer választja el őket. Bár a rájátszásban még sosem mérte össze erejét a két csapat, de az alapszakasz találkozói során a szurkolók mindig elkísérik a csapatukat, ha a riválisnál vendégeskednek.